# 20477 Анастрода
20477 Анастрода (1999 NQ18, 1998 CQ4, 20477 Anastroda) — астероїд головного поясу, відкритий 14 липня 1999 року.
Тіссеранів параметр щодо Юпітера — 3,518.